# Calliophis castoe
Calliophis castoe är en orm i familjen giftsnokar som förekommer i västra Indien. Artepitet i det vetenskapliga namnet hedrar naturforskaren Todd A. Castoe. Dessutom liknar epitet det latinska ordet castus (pur/ren). Det syftar på ovansidan utan mönster.
Exemplaren blir ungefär 540 mm långa. Ovansidan är brunaktig med ett orange band nära huvudet och undersidan har en laxrosa färg förutom nedre läppen som är vit.
Arten lever i låga delar av bergstrakten Västra Ghats upp till 750 meter över havet. Den vistas i fuktiga eller delvis fuktiga skogar som domineras av städsegröna träd. Exemplaren gräver ofta i marken. Honor lägger ägg.
Beståndet hotas av landskapsförändringar och några individer dödas i trafiken. Ormen är sällsynt och populationens storlek är okänd. IUCN listar Calliophis castoe som starkt hotad (EN).